# Сколковское шоссе
Ско́лковское шоссе́ — шоссе в Можайском районе Западного административного округа города Москвы и в Одинцовском районе Московской области. В 2012 году шоссе обогнало по стоимости аренды квадратного метра недвижимости знаменитую Рублёвку.

## Расположение
Шоссе начинается в Москве от старой трассы Можайского шоссе, недалеко от пересечения Витебской улицы и Можайского шоссе. Справа к нему примыкают Вяземская и Беловежская улицы. После развязки с МКАД шоссе идёт по территории Московской области, где проходит через деревни Сколково и Немчиново. Налево также уходит дорога на совхоз «Заречье». Справа от шоссе Марфинское кладбище (Одинцовский район Московской области).

## Происхождение названия
Названо по подмосковному селу Сколково, в которое и ведёт. Показанное на планах уже XVII в. село получило название от фамилии Сколков, известной с XVI в.

## Транспорт
На разных участках от МКАД до Можайского шоссе по Сколковскому шоссе следуют автобусы:
| 205:  | Яблоневый сад • Аминьевская • Рабочий Посёлок • Кунцевская • Кунцевская |
| 231:  | Беловежская улица • Славянский бульвар • Филёвский парк                 |
| с289: | 66-й квартал Кунцева • Сетунь • Витебская улица                         |
| 612:  | Кастанаевская улица • Кунцевская • Кунцевская • Троекуровское кладбище  |
| Sk2:  | Филёвский парк • Славянский бульвар • Сколково (ТМК)                    |
| Sk4:  | Тропарёво • Сколково (ТМК)                                              |

«→» — остановки проходятся только при движении в прямом направлении; «←» — остановки проходятся только при движении в обратном направлении.

А также областной 818:  Филёвский парк — Международный университет.

## Реконструкция в 2009—2010 годах
С 1 июня 2009 года по 12 июня 2010 проводилась реконструкция Сколковского шоссе на территории Московской области, а также дороги на совхоз «Заречье».
В ходе реконструкции были построены две двухуровневые развязки. Одна — на повороте в Заречье, а другая возле строящейся школы управления «Сколково». На выезде из Фонда развития международного университета «Кунцево» (ФРМУ) был обустроен разворотный круг.

## Северо-Западная хорда
Северо-Западная хорда – автомобильная дорога в Москве. Строится вместо Четвертого транспортного кольца, от которого было решено отказаться в силу его крайней дороговизны. Северо-Западная хорда насчитывает в себе 5 участков, которые проектируются и строятся отдельно друг от друга.
Сколковское шоссе войдёт в состав 4-го (южного) участка Северо-Западной хорды.